# International Boxing Federation
International Boxing Federation (IBF), officielt International Boxing Federation/United States Boxing Federation (IBF/USBA) er et forbund indenfor professionel boksning. Organisationen blev stiftet i Atlantic City, New Jersey, USA i april 1983 under navnet United States Boxing Association - International med navnebytte til det nuværende IBF i 1984.
Forbundet er et af de fire store i boksesporten, hvor de andre er World Boxing Association, World Boxing Council og World Boxing Organization.
Norske Cecilia Brækhus tog VM-bæltet[kilde mangler] den 13. september i 2014.
| Forening eller organisation | Spire Denne artikel om en forening eller organisation er en spire som bør udbygges. Du er velkommen til at hjælpe Wikipedia ved at udvide den. |